# Sinkiang durante la dinastía Qing
La dinastía Qing de China, liderada por los manchúes, gobernó Sinkiang desde finales de la década de 1750 hasta 1912. En la historia de Sinkiang, el gobierno Qing se estableció en la fase final de las guerra zúngaro-Qing cuando el kanato de Zungaria fue conquistado por la dinastía Qing, y duró hasta la caída de la dinastía Qing en 1912. El puesto de General de Ilí se estableció para gobernar todo Sinkiang y dependía del Lifan Yuan, una agencia del gobierno Qing que supervisaba las regiones fronterizas del imperio. Xinjiang se convirtió en provincia en 1884.

## Toponimia
Sinkiang significa "Nueva Frontera" y fue introducida durante el reinado del Emperador Qianlong (r. 1735-1796) como Xiyu Xinjiang (Nueva Frontera de la Región Occidental). Xinjiang se convirtió en la designación común de la región bajo el mando del general de Ilí, Songyun, a finales del siglo XVIII. Se dividió entre Zunbu (Zungaria) en el norte, también conocido como Tianshan Beilu (Marcha del Norte), Huibu (Región musulmana) en el sur, también conocido como Tianshan Nanlu (Marcha del Sur) o Huijiang (frontera musulmana), y Tianshan Donglu (Marcha Oriental) en el este, también conocida como "Pequeña Suzhou-Hangzhou" por su gran número de comerciantes. En fuentes europeas y de Asia central, el sur de Xinjiang ha sido llamado la cuenca del Tarim (después del río), el Turquestán chino, Bujaria, la Pequeña Bujaria, Kashgaria y el Turquestán Oriental . La palabra uigur para el sur de Xinjiang es Altishahr, que significa "seis ciudades", pero también se han utilizado "cuatro ciudades" (Dorben shahr) o "siete ciudades" (Yeti shahr).

### Uigur
No existía un etnónimo unificado para el pueblo ahora conocido como los uigures durante el período Qing. Antes de los Qing, el término "uigur" se había utilizado para referirse a los habitantes no musulmanes del Reino Uigur de Qocho, principalmente budistas, que se resistieron a la conversión al Islam hasta el siglo XVI. El término dejó de usarse posteriormente y no se utilizó para referirse al pueblo uigur moderno hasta 1921. Antes de esto, los extranjeros llamaban Sart a los habitantes de los oasis de Xinjiang. Sart originalmente significaba "comerciante" y fue utilizado por grupos de habla turca y mongólica para referirse al pueblo iraní que gobernaban. En el Asia Central post-Imperio mongol, Sart significaba sedentario. Los extranjeros también los llamaban tártaros . Los chinos llamaron a los pueblos de los oasis chantou, que significa "cabeza de turbante", pero esto también se usó para el pueblo Hui moderno (pueblo dungano) en Sinkiang. Huihu (uigur) fue utilizado en 1779 por los Qing para referirse a los líderes rebeldes en Sinkiang. Sin embargo, los Qing no establecieron ninguna conexión específica entre los Huihu y los pueblos oasis, sino con los musulmanes de habla china y los musulmanes de Sinkiang en general, ambos llamados Hui . En el norte de Sinkiang eran conocidos como Taranchi, un término mongol para "granjero", porque fueron reubicados desde los oasis al norte de Sinkiang por el kanato de Zungaria como sirvientes.
Los lugareños se identificaban como habitantes de sus ciudades, como Kasgarises, Jotaneses, Kucheanos, etc. Usaron musulmán para distinguirse de la población no musulmana y de los dungan. Los habitantes musulmanes de los oasis también podían referirse a cualquier musulmán como local.

### Dungano
Los musulmanes de habla china del noroeste eran llamados dunganos, transcritos como tungano. También fueron llamados hanhui en los documentos Qing. Los pueblos oasis de Sinkiang se referían a sí mismos como musulmanes para distinguirse de los dunganos.

## Historia

### Guerras zúngaro-Qing

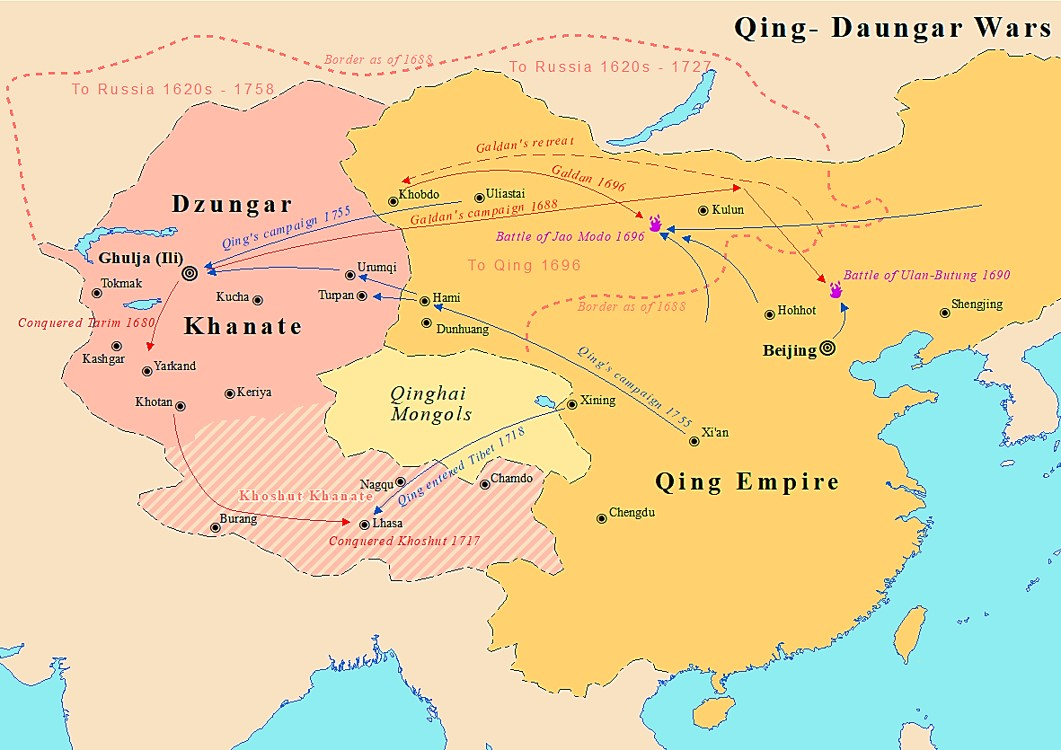
Mapa que muestra las guerras zúngaro-Qing entre la dinastía Qing y el kanato de Zungaria

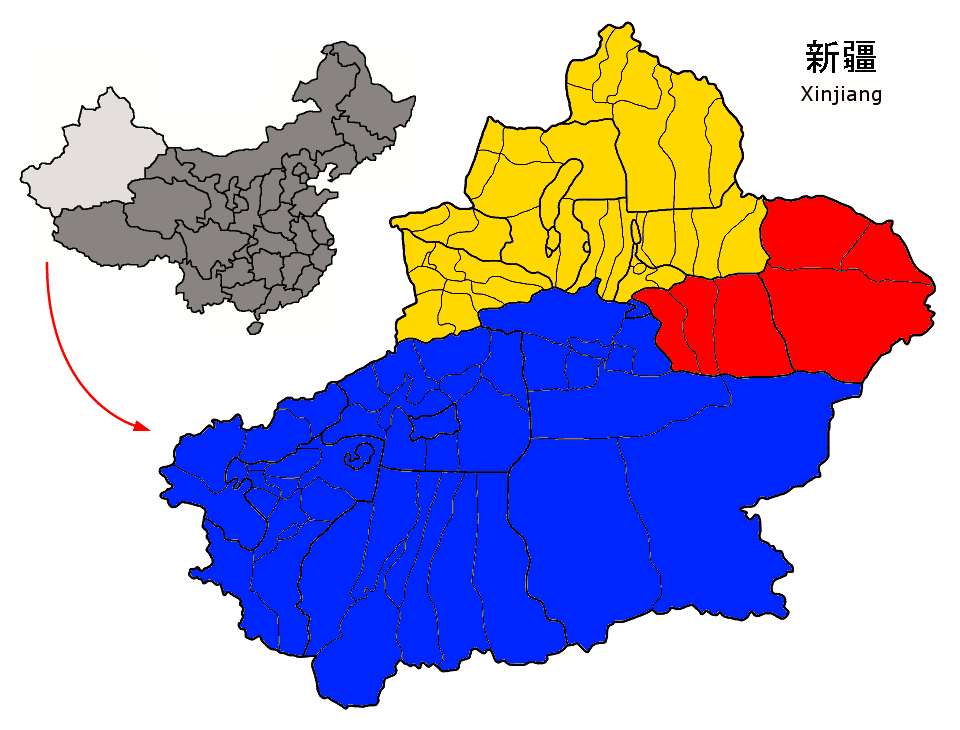
Las tres regiones de Sinkiang bajo la dinastía Qing: Zunbu (norte), Huibu (sur) y Donglu (este)

Antes del gobierno Qing, Sinkiang estaba gobernado por los mongoles oirates del kanato de Zungaria con base en el norte de Sinkiang, un área conocida como Zungaria. Los zungaros vivieron en un área desde el extremo occidental de la Gran Muralla China hasta el actual este de Kazajistán y desde el actual norte de Kirguistán hasta el sur de Siberia (la mayor parte de la cual se encuentra en la actual Sinkiang). Fueron el último imperio nómada que amenazó a China, librando una guerra contra la dinastía Qing y sus súbditos a mediados del siglo XVIII.
En 1680, los zungaros conquistaron la cuenca del Tarim, entonces gobernada por el kanato de Yarkent bajo la influencia de los kojas musulmanes . En 1690, los zungaros atacaron a la dinastía Qing en la batalla de Ulan Butung y se vieron obligados a retirarse. En 1696, el gobernante Zungaria, Galdan Khan, fue derrotado por los Qing en la batalla de Jao Modo. De 1693 a 1696, los kanes de la Cuenca del Tarim campanaron contra los zungaros, lo que provocó la deserción de Abdullah Tarkhan Beg de Hami hacia los Qing. En 1717, los Dzungar invadieron el Tíbet, entonces bajo el control de un aliado de los Qing, Lhazang Khan del Kanato de Khoshut. Los Qing tomaron represalias al año siguiente con una fuerza de invasión, pero fueron derrotados en la batalla del río Salween. En 1720 se envió una segunda expedición Qing más grande, que derrotó con éxito a los Dzungar y los expulsó del Tíbet. La gente de Turfán y Pichan aprovechó la situación para rebelarse bajo el mando de un jefe local, Emin Khoja, y desertó hacia los Qing. Los Dzungar luego atacaron a los mongoles de Jaljas sujetos a los Qing, lo que resultó en otra expedición Qing que fue derrotada por los Dzungar cerca del lago Jotán . En 1730, los Dzungar atacaron Turpan, lo que obligó a Emin Khoja a retirarse y establecerse en Guazhou . Una disputa de sucesión en 1745 provocó una rebelión generalizada en el kanato de Zungaria. Mientras los nobles zungaros, Dawachi y Amursana, luchaban por el control del kanato, los Dörbet y Bayad desertaron a los Qing en 1753. Al año siguiente, Amursana también desertó mientras los gobernantes de Jotán y Aksu se rebelaban contra el gobierno de Zungaria. En 1755, un ejército Qing invadió el kanato de Zungaria y prácticamente no encontró resistencia, poniendo fin al gobierno de Zungaria en el lapso de cien días. Dawachi intentó huir pero fue capturado por Khojis, el mendigo de Uchturpan, y entregado a los Qing.
Después de derrotar al kanato zúngaro, los Qing planearon instalar kanes para cada una de las cuatro tribus Oirat, pero Amursana quería gobernar a todos los Oirat. En cambio, el emperador Qianlong lo nombró sólo kan de los Khoid. En el verano, Amursana y otro líder mongol, Chingünjav, encabezaron una revuelta contra los Qing. Incapaz de derrotar a los Qing, Amursana huyó al norte para buscar refugio con los rusos dos años después y murió de viruela en tierras rusas. En la primavera de 1762, su cuerpo congelado fue llevado a Kyakhta para que lo vieran los manchúes. Luego los rusos lo enterraron, rechazando la petición manchú de que fuera entregado para un castigo póstumo.
Cuando Amursana se rebeló, los Aq Taghliq khojas Burhanuddin y Jahan se rebelaron en Yarkand . Su gobierno no era popular y a la gente les desagradaba mucho por apropiarse de todo lo que necesitaban, desde ropa hasta ganado. En febrero de 1758, los Qing enviaron a Yaerhashan y Zhao Hui con 10.000 tropas contra el régimen de Aq Taghliq. Zhao Hui fue sitiado por fuerzas enemigas en Yarkand hasta enero de 1759, pero por lo demás el ejército Qing no encontró ninguna dificultad en la campaña. Los hermanos khoja huyeron a Badakhshan donde fueron capturados por el gobernante Sultán Shah, quien los ejecutó y entregó la cabeza de Jahan a los Qing. La cuenca del Tarim fue pacificada en 1759.

### Genocidio zúngaro
El emperador Qianlong emitió las siguientes órdenes, traducidas por Peter C. Perdue:

"No mostreis misericordia con esos rebeldes. Sólo los ancianos y los débiles deben ser salvados. Nuestras campañas militares anteriores fueron demasiado indulgentes. Si actuamos como antes, nuestras tropas desertarán, y ocurrirán más problemas. Si un rebelde es capturado y sus seguidores desean rendirse, él debe acudir personalmente a la guarnición, postrarse ante el comandante, y pedir la rendición. Si sólo envía a alguien a pedir la sumisión, es indudablemente un ardid. Decidle a Tsengünjav que masacre a esos zúngaros astutos. No creáis a lo que os digan."

Se estima que las muertes en el genocidio de Zungaria fueron entre el 70 y el 80 por ciento de los 600.000 o más zúngaros que fueron destruidos por las enfermedades y la guerra entre 1755 y 1758, que Michael Clarke describe como "la destrucción completa no sólo del estado zúngaro sino de los zúngaros como pueblo."  Según el erudito Qing Wei Yuan (1794–1857), la población zúngara antes de la conquista Qing era de alrededor de 600.000 habitantes en 200.000 hogares. Wei Yuan escribió que alrededor del 40 por ciento de los hogares zúngaros murieron a causa de la viruela, el 20 por ciento huyó a Rusia o a tribus kazajas y el 30 por ciento fueron asesinados por abanderados manchúes. Los mongoles de Jaljas también participaron en el asesinato. Durante varios miles de li, no hubo gers excepto aquellos que se habían rendido. Según relatos rusos, todos los hombres, mujeres y niños de los Zungaria fueron masacrados por las tropas manchúes. La población de Zungaria no se recuperaría hasta dentro de varias generaciones.

### Provincia de Sinkiang (1884-1911)

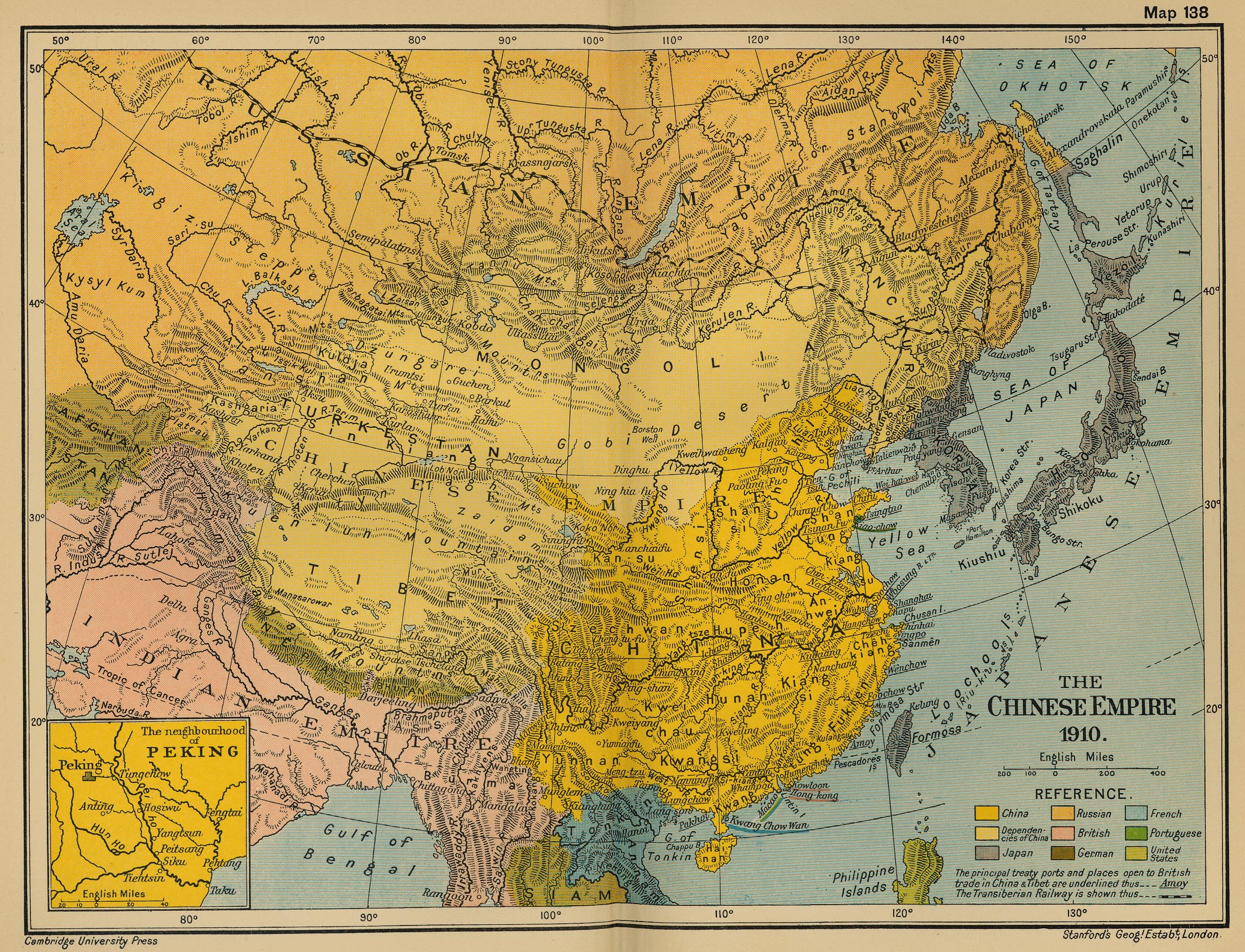
El Imperio Qing en 1910 con provincias en amarillo intenso, gobernaciones y protectorados militares en amarillo claro.

En 1884, la China Qing cambió el nombre de la región conquistada y estableció Sinkiang ("nueva frontera") como provincia, aplicándole formalmente el sistema político de China propiamente dicha . El nombre "Xinjiang" había reemplazado oficialmente a antiguos nombres históricos como "regiones occidentales", "Turquestán chino", "Turquestán oriental", "Uiguristán", "Kashgaria", "Uiguria", entre otros.
Las dos regiones separadas, Zungaria, conocida como Zunbu (準部, región de Zungaria) o Tianshan Beilu (天山北路, Marcha del Norte), y la Cuenca del Tarim, que antes se conocía como Altishahr, Huibu (región musulmana), Huijiang (tierra musulmana) o "Tianshan Nanlu (天山南路, sur de marzo), se combinaron en una sola provincia llamada Sinkiang (también llamada Xinjiang) en 1884. Antes de esto, nunca hubo una unidad administrativa en la que El norte de Xinjiang (Zunbu) y el sur de Xinjiang (Huibu) se integraron juntos.
Gran parte de la población musulmana china Han y china Hui que anteriormente se había asentado en el norte de Xinjiang (Zungaria) después del genocidio Qing de los zúngaros, había muerto en la revuelta de Dungan (1862-1877) . Como resultado, nuevos colonos uigures del sur de Sinkiang (la cuenca del Tarim) procedieron a establecerse en las tierras recientemente vacías y se extendieron por todo Sinkiang.
Después de que los Qing convirtieran Sinkiang en provincia, los programas de provincialización y reconstrucción iniciados por los Qing dieron como resultado que el gobierno chino ayudara a los uigures a migrar desde el sur de Xinjiang a otras áreas de la provincia, como el área entre Qitai y la capital, que antes era casi completamente habitada por chinos Han y otras áreas como Urumqi, Tacheng (Tabarghatai), Yili, Jinghe, Kur Kara Usu, Ruoqiang, Lop Nor y el tramo inferior del río Tarim. Fue durante la época Qing que los uigures se asentaron en todo Sinkiang, desde sus ciudades de origen en la cuenca occidental de Tarim. Las políticas de los Qing después de que crearon Xinjiang al unir Zungaria y Altishahr (Cuenca del Tarim) llevaron a los uigures a creer que toda la provincia de Xinjiang era su patria, desde la aniquilación de los Dzungar por los Qing, poblando el valle de Ili con uigures de la cuenca del Tarim., creando una unidad política con un solo nombre (Xinjiang) a partir de Zungaria y la cuenca del Tarim, anteriormente separados, la guerra de 1864 a 1878 que llevó a la matanza de gran parte de los chinos han originales y de los chinos hui musulmanes en Xinjiang, condujo a áreas en Xinjiang que anteriormente tenían números insignificantes de uigures, como el sureste, este y norte, para luego ser pobladas por uigures que se extendieron por todo Xinjiang desde su hogar original en el área suroeste. Hubo un crecimiento importante y rápido de la población uigur, mientras que la población original de chinos han y musulmanes hui de antes de la guerra de 155.000 disminuyó a una población mucho menor de 33.114 tunganos (hui) y 66.000 han.
Los funcionarios chinos Han que llegaron a gobernar Sinkiang después de su conversión en provincia por los Qing fomentaron un nacionalismo de estilo regionalista. Fue a partir de esta ideología que los nacionalistas del Turquestán Oriental posteriores se apropiaron de su sentido de nacionalismo centrado en Sinkiang como una región geográfica claramente definida territorialmente.
Los cónsules británico y ruso participaron en contrainteligencia entre sí en Kasgar durante El Gran Juego.
En agosto de 1902, un terremoto de magnitud 7,7 devastó Kashgar y Artux. Alrededor de 10.000 personas murieron y 30.000 viviendas quedaron destruidas. El desastre llevó al gobierno de Qing a aliviar impuestos y proporcionar compensación a las víctimas.

#### Lista de gobernantes
- Liu Jintang (Liu Chin-t'ang) 刘锦棠1884–1889[46]
- Wei Guangtao Wei Kuang-tao 魏光燾[46]
- Wen Shilin 溫世霖 wēn shì lín[cita requerida]
- Yuan Dahua 袁大化 (sucedido después del final de la dinastía Qing por Yang Zengxin)[47]

### Enfrentamiento turco-ruso sofocado por los Qing
Un alboroto antirruso estalló cuando funcionarios de aduanas rusos, tres cosacos y un mensajero ruso invitaron a prostitutas musulmanas turcas locales a una fiesta en enero de 1902 en Kashgar . Esto provocó una pelea masiva entre la población musulmana turca local y los rusos con el propósito de proteger a las mujeres musulmanas de la prostitución, que se considera una degradación moral grotesca desde una perspectiva islámica. Esto llevó a los musulmanes turcos locales y a los rusos a chocar entre sí antes de ser dispersados. Los chinos buscaron poner fin a las tensiones con el fin de evitar que los rusos usaran esto como pretexto para invadirlos.
Después del motín, los rusos enviaron tropas a Sakirol, en Tashkurgán y exigieron que los servicios postales de Sarikol quedaran bajo supervisión rusa. Los lugareños de Sarikol creían que los rusos arrebatarían todo el distrito a los chinos y enviarían más soldados incluso después de que los rusos intentaran negociar con los mendigos de Sarikol y convencerlos de que se pusieran de su lado. Fracasaron ya que los funcionarios y autoridades de Sarikoli exigieron en una petición a los Amban de Yarkand que fueran evacuados a Yarkand para evitar ser acosados por los rusos. También se opusieron a la presencia rusa en Sarikol, ya que los Sarikoli no creían en las afirmaciones rusas de que los dejarían en paz y solo estaban involucrados en el servicio de correo.

### Cotaciones
1. ↑  Warikoo, 2016, p. 193.
2. ↑  Millward, 1998, p. 23, 126.
3. ↑  Millward, 2007, p. 21.
4. 1 2  Brophy, 2016, p. 34.
5. 1 2  Millward, 1998, p. 23.
6. ↑  Newby, 2005, p. 4.
7. ↑  Gladney, 2004, p. 213.
8. 1 2  Bellér-Hann, 2008, p. 50-51.
9. ↑  Brophy, 2016, p. 32.
10. ↑  Brophy, 2016, p. 33.
11. ↑  Brophy, 2016, p. 36-37.
12. ↑  Perdue, 2005, p. 356.
13. ↑  Kim, 2004, p. 68.
14. ↑  Kim, 2004, p. 2-3.
15. ↑  Perdue, 2005. Chapters 3–7 describe the rise and fall of the Dzungar empire and its relations with other Mongol tribes, the Qing dynasty, and the Russian empire.
16. ↑  Adle, 2003, p. 193.
17. ↑  Adle, 2003, p. 148.
18. ↑  Adle, 2003, p. 193-199.
19. ↑  Adle, 2003, p. 200.
20. ↑  Adle, 2003, p. 149.
21. ↑  Adle, 2003, p. 150.
22. ↑  Adle, 2003, p. 201.
23. ↑  C. P. Atwood ibid, 623
24. ↑  Millward 2007, p. 95.
25. ↑  G. Patrick March, Eastern Destiny: Russian in Asia and the Pacific, 1996, Chapter 12
26. ↑  Adle, 2003, p. 203.
27. ↑  Peter C Perdue (30 de junio de 2009). China Marches West: The Qing Conquest of Central Eurasia. Harvard University Press. pp. 283-. ISBN 978-0-674-04202-5.
28. ↑  Chu, Wen-Djang (1966). The Moslem Rebellion in Northwest China 1862–1878. Mouton & co. p. 1.
29. ↑  Powers & Templeman 2012, p. 537.
30. ↑  «Michael Edmund Clarke, In the Eye of Power (doctoral thesis), Brisbane 2004, p37». Archivado desde el original el 10 de abril de 2008. Consultado el 19 de febrero de 2013.
31. 1 2  Perdue 2009, p. 285.
32. ↑  Clarke, 2004, p. 37.
33. ↑  Lorge 2006, p. 165.
34. ↑  Peter C Perdue (30 de junio de 2009). China Marches West: The Qing Conquest of Central Eurasia. Harvard University Press. pp. 284-. ISBN 978-0-674-04202-5.
35. ↑  Tyler 2004, p. 55.
36. ↑  Kim, 2004, p. 218.
37. ↑  Millward, 1998, p. 23.
38. ↑  Kim, 2004, p. 15.
39. ↑  Newby, 2005, p. 5.
40. ↑  Inner Asia, Volume 4, Issues 1–2 2002, p. 127.
41. ↑  Millward, 2007, p. 151.
42. ↑  Millward, 2007, p. 152.
43. ↑  Liu y Faure, 1996, p. 71.
44. ↑  Skrine y Nightingale, 2013, pp. 109–.
45. ↑  Aniwal, A.; Kurban, B. (2015). «清代新疆地震及政府对民间的救济» [The Xinjiang Earthquake in the Qing Dynasty and the Government's Relief to the People]. Journal of Northern Minzu University (Philosophy and Social Sciences Edition) (4): 44-48.
46. 1 2  Immanuel Chung-yueh Hsü (1971). Readings in modern Chinese history. Oxford University Press. p. 193. ISBN 9780195013757.
47. ↑  Millward, 2007, pp. 168–.
48. ↑  Skrine y Nightingale, 2013, pp. 124–.
49. ↑  Skrine y Nightingale, 2013, pp. 125–.